# Siervas del Corazón Inmaculado de María (Immaculata, Pensilvania)
La Congregación de las Hermanas Siervas del Corazón Inmaculado de María, apellidadas de Immaculata (oficialmente en inglés: Congregation of the Sisters, Servants of the Immaculate Heart of Mary (Immaculata, Pensilvania)) es una congregación religiosa católica femenina de derecho pontificio que tiene su origen en la congregación homónima fundada por Louis-Florent Gillet en Monroe (Míchigan-Estados Unidos). El instituto de Immaculata (Pensilvania) se independizó en 1859 formando una nueva congregación. A las religiosas de este instituto se les conoce con el nombre de Siervas del Corazón Inmaculado de María de Immaculata y posponen a sus nombres las siglas I.H.M.s.

## Historia
La congregación tiene su origen en la instituto homónimo fundado por Louis-Florent Gillet en Monroe (Míchigan-Estados Unidos). En 1858, en respuesta a una invitación de Juan Neumann, obispo de Filadelfia, las religiosas de Monroe establecieron una nueva comunidad en la escuela de San José en Susquehanna, Pensilvania, que anteriormente enseñado por la Santa Cruz hermanas. En 1859, fundaron una nueva misión en Reading, Pensilvania. Por el gran número de vocaciones las religiosas de Pensilvania pidieron la independencia de las de Míchigan y formaron una propia congregación religiosa con casa madre en Reading. La sede central fue transferida primero a West Chester, Pensilvania, en 1872; y luego a Immaculata, Pensilvania, en 1966.
La congregación de Immaculata fue aprobada por la Santa Sede el 17 de diciembre de 1955.

## Organización

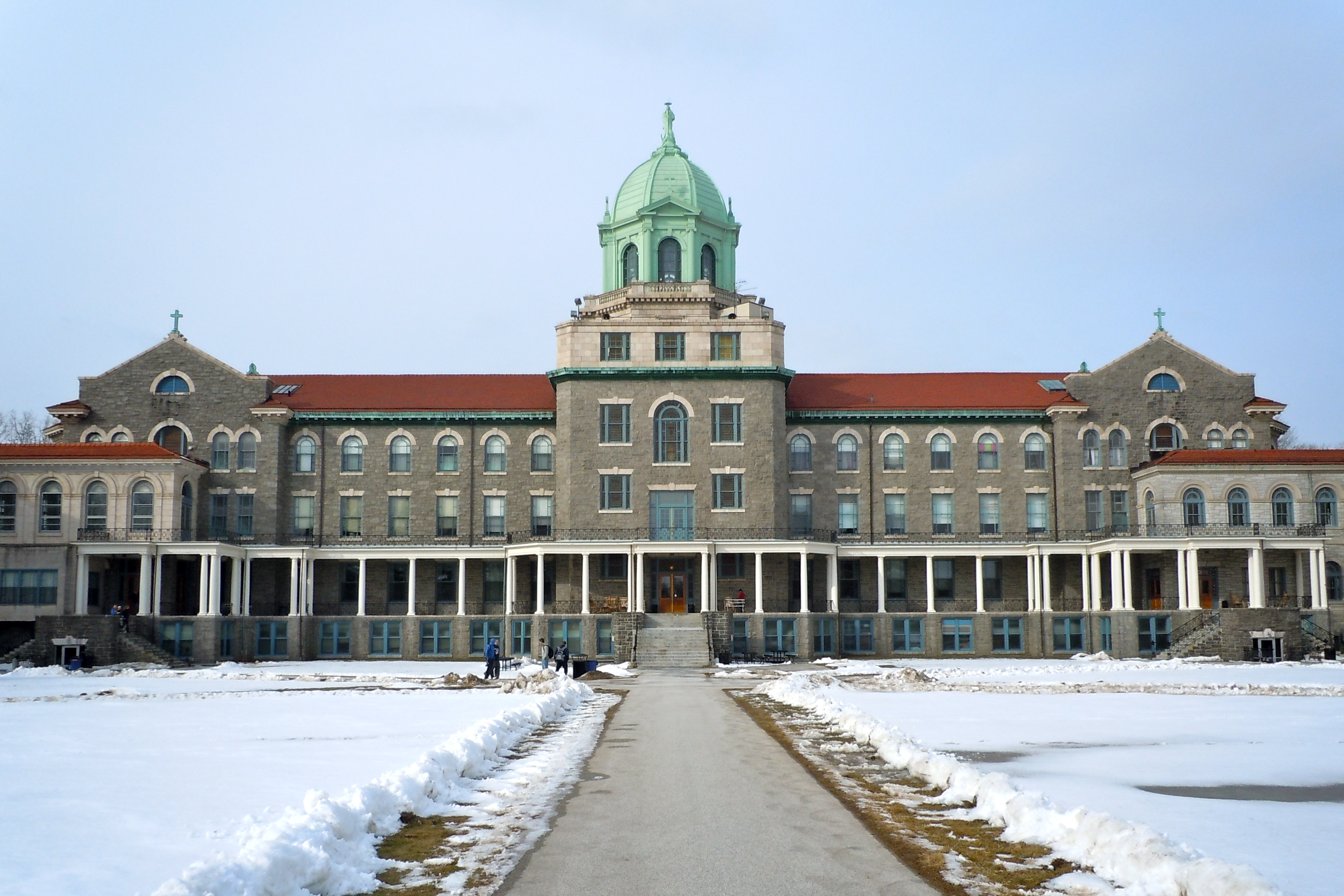
Immaculata University, centro educativo universitario de las hermanas siervas del Corazón Inmaculado de María. En los predios de la institución se encuentra la casa general de la congregación.

La Congregación de las Hermanas Siervas del Corazón Inmaculado de María (Immaculata, Pensilvania) es un instituto religioso femenino centralizado, cuyo gobierno lo ejerce la superiora general. La sede general se encuentra en Immaculata, localidad del Estado de Pensilvania (Estados Unidos).
Las religiosas desarrollan su apostolado en el ámbito de la educación católica, así como en la catequesis, pastoral, hospitales y ministerios de la prisión, los programas de adopción de niños, el asesoramiento, la alfabetización, programas de espiritualidad para adultos, cuidado de los enfermos, entre otras actividades. De su pertenencia en el famoso centro universitario Inmculata University.
En 2015, la congregación contaba con unas 814 religiosas y 70 comunidades, presentes en Chile, Estados Unidos y Perú.
El instituto es miembro de la Familia del Corazón Inmaculado de María, junto a las dos congregaciones homónimas con sedes en Monroe (Míchigan) y en Scranton (Pensilvania), y junto a las Oblatas de la Providencia, con quienes comparte el carisma legado por el sacerdote redentorista belga Louis-Florent Gillet.